# Прикладний програмний інтерфейс
Інтерфейс програмування застосунків (прикладни́й програ́мний інтерфе́йс, API) (англ. application programming interface) — це спосіб взаємодії комп'ютерних програм між собою. Набір визначень підпрограм, протоколів взаємодії та засобів для створення програмного забезпечення. Спрощено — це набір чітко визначених методів для взаємодії різних компонентів. API надає розробнику засоби для швидкої розробки програмного забезпечення. API може бути для веб-базованих систем, операційних систем, баз даних, апаратного забезпечення, програмних бібліотек.

## Призначення
Одним з найпоширеніших призначень API є надання набору широко використовуваних функцій, наприклад для малювання вікна чи іконок на екрані. Програмісти використовують переваги API у функціональності, таким чином їм не доводиться розробляти все з нуля. API є абстрактним поняттям — програмне забезпечення, що пропонує деякий API, часто називають реалізацією (англ. implementation) даного API. У багатьох випадках API є частиною набору розробки програмного забезпечення, і водночас набір розробки може включати як API, так і інші інструменти/апаратне забезпечення, отже ці два терміни не є взаємозамінювані.
Високорівневі API часто програють у гнучкості. Виконання деяких функцій нижчого рівня стає набагато складнішим, або навіть неможливим.

## Версії API
23 серпня 2023 року, згідно з повідомленням TechCrunch, соціальна мережа X оголосила, що припиняє підтримку деяких кінцевих точок та рівнів доступу до свого API під час модернізації своєї платформи. X також заявила, що вона оголошує застарілим API версії 1.1 та просить користувачів перейти на версію API 2.0 протягом наступних 30 днів.

## Приклади API
- POSIX і System V Interface Definition[en]
- Windows API
- OpenGL
- DirectX
- GDI

## Детальний опис
Наприклад, в мові Java, якщо програміст хоче використовувати клас «Scanner» (клас, який зчитує інформацію від користувача у програмах, орієнтованих на текстові операції), він імпортує бібліотеку «java.util.Scanner», щоб використовувати методи класу «Scanner» (у даному прикладі nextLine() i close()). Це приклад з API, що дозволяє взаємодіяти з бібліотеками в мові Java.
```
import
 
java.util.Scanner
;

public
 
class
 
Test
 
{

	
public
 
static
 
void
 
main
(
String
[]
 
args
)
 
{

		 
System
.
out
.
println
(
"Enter your name: "
);

		 
Scanner
 
input
 
=
 
new
 
Scanner
(
System
.
in
);

		 
String
 
name
 
=
 
input
.
nextLine
();

		 
System
.
out
.
println
(
"Your name is "
 
+
 
name
 
+
 
"."
);

                   
input
.
close
();

		
}

}

```

### Документація
Безліч середовищ розробки програмного забезпечення надають документацію, пов'язану з ППІ (Прикладним Програмним Інтерфейсом) у деяких цифрових форматах, наприклад, Perl поставляється разом з програмою perldoc:
```
$
 
perldoc
 
-
f
 
sqrt

       
sqrt
 
EXPR

       
sqrt
    
#Return the square root of EXPR.  If EXPR is omitted, returns

               
#square root of $_.  Only works on non-negative operands, unless

               
#you've loaded the standard Math::Complex module.

```

Мова python надає інструмент pydoc:
```
$
 
pydoc
 
math
.
sqrt

Help
 
on
 
built
-
in
 
function
 
sqrt
 
in
 
math
:

math
.
sqrt
 
=
 
sqrt
(
...
)

    
sqrt
(
x
)

    
Return
 
the
 
square
 
root
 
of
 
x
.

```

Java поставляється з документацією організованою в HTML сторінки (JavaDoc формат), а Microsoft розподіляє ППІ документацію для своїх мов (Visual C++, C#, Visual Basic, F#, і т. ін.), вбудовані в довідкову систему Visual Studio.

### Прикладний програмний інтерфейс в об'єктноорієнтованих мовах
В об'єктноорієнтованих мовах прикладний програмний інтерфейс зазвичай включає в себе опис набору визначень класу, з набором форм поведінки, пов'язаних з цими класами. Це абстрактне поняття пов'язане з реальними функціями, які надані або надаватимуться, класами, які реалізуються в методах класу.
Прикладний програмний інтерфейс в цьому випадку можна розглядати як сукупність всіх методів, які публічно доступні в класах (зазвичай званий інтерфейс класу). Це означає, що прикладний програмний інтерфейс вказує методи, за допомогою яких взаємодіє з об'єктами, отриманими з визначень класів і обробляє їх.
У більш загальному плані можна визначити Прикладний програмний інтерфейс як сукупність усіх видів об'єктів, які можна вивести з визначення класу, і пов'язаних з ними можливих варіантів поведінки.
Наприклад: клас, що представляє Stack, може просто виставити публічно два методи Push() (для додавання нового елемента в стек) і Pop() (для вилучення останнього пункту, ідеально розташований на вершині стека).
У цьому випадку Прикладний Програмний Інтерфейс може бути інтерпретованим як два методи pop() і push(), або, більш широко, використовується варіант, коли можна використовувати елемент типу Stack, який реалізує поведінку стека, надаючи йому можливість для додавання / видалення елементів з вершини. Друга інтерпретація видається більш доречною в дусі об'єктноорієнтованого підходу.
Якість документації, пов'язаної з Прикладним Програмним Інтерфейсом, є часто ключовим фактором, що визначає його успішність з погляду простоти використання.

### Бібліотеки і платформи прикладних програмних інтерфейсів
ППІ, як правило, пов'язаний із бібліотеками програмного забезпечення: ППІ описує і вказує очікувану поведінку в той час, як бібліотека є фактичною реалізацією даного набору правил. Один ППІ може мати декілька реалізацій (або жодної, будучи абстрактним) у вигляді різних бібліотек, які мають такий же інтерфейс.
Прикладний програмний інтерфейс також може бути пов'язаним з платформами програмування: платформа може бути заснована на кількох бібліотеках реалізує декілька інтерфейсів ППІ, але на відміну від звичайного використання ППІ, доступ до поведінки вбудований в платформу опосередкований шляхом розширення його змісту новими класами і вставлений в саму платформу. Крім того, загальний потік управління програми може бути під контролем абонента.

### Прикладний програмний інтерфейс та протоколи
Прикладний програмний інтерфейс може бути також реалізацією протоколу.
Коли ППІ реалізує протокол, він може бути заснованим на проксі-методах віддалених викликів, що засновані на протоколі зв'язку. Роль ППІ може полягати саме в тому, щоб приховати деталі транспортного протоколу. Наприклад: RMI є ППІ, який реалізує протокол або JRMP IIOP як RMI-IIOP.
Протоколи, як правило, розподіляються між різними технологіями і зазвичай дають різним технологіям змогу обмінюватися інформацією, діючи як абстракція між двома світами. ППІ, як правило, є специфічним для конкретної технології: звідси, інтерфейси даної мови не можуть бути використані на інших мовах, якщо виклики функції не будуть перетворені з конкретної адаптації бібліотеки.

### Прикладний програмний інтерфейс спільного використання з допомогою віртуальної машини
Деякі мови, серед яких такі, що працюють на віртуальних машинах (наприклад: мови, сумісні з NET CLI середовища CLR і JVM сумісних мов у віртуальній машині Java) можуть ділитися програмними інтерфейсами.
У цьому випадку віртуальна машина дає мові змогу взаємодіяти завдяки спільному знаменнику віртуальної машини, що абстрагується від конкретної мови, використовувати проміжний байт-код і його мову.

## Прикладний програмний інтерфейс у WEB
При використанні прикладного програмного інтерфейсу в контексті веброзробки, як правило, ППІ визначається набором повідомлень запиту HTTP, також визначається структура повідомлень-відповідей, зазвичай у розширенні мови розмітки XML або в форматі об'єктного запису JavaScript (JSON). У той час як прикладний програмний інтерфейс у Web історично був практично синонімом для вебслужби, останнім часом тенденція змінилась (так званий Web 2.0) на відхід від Simple Object Access Protocol (SOAP) на основі вебсервісів і сервіс-орієнтованої архітектури (SOA) на більш прямі передачі репрезентативного стану (REST) стилів вебресурсів та ресурсоорієнтованої архітектури (ROA). Частина цієї тенденції пов'язана з рухом Семантичного вебресурсу до Опису Платформ (RDF), Концепції розвитку вебтехнологій інженерних онтологій. Прикладні програмні інтерфейси у Web, що дозволяють комбінувати декількома прикладними програмними інтерфейсами в нові додатки називають гібридними.

## Політика впровадження
Існує два основних варіанти впровадження прикладного програмного інтерфейсу:
1. Захист інформації про програмний інтерфейс від широкого загалу. Наприклад, компанія Sony дозволила розробляти програмний інтерфейс для PlayStation 2 лише ліцензованим розробникам. Це дало Sony змогу контролювати, хто розробляв ігри для PlayStation 2. Такий варіант дозволяє компаніям переважаючий контроль якості за випуском продукції, і також надає можливості для додаткового доходу від ліцензування.
2. Розробка програмного інтерфейсу існує також у вільному доступі. Наприклад, компанія Microsoft робить програмний інтерфейс до Microsoft Windows загально доступним, а компанія Apple, своєю чергою, впроваджує прикладні програмні інтерфейси Carbon та Cocoa, для того, щоб дозволити писати програмне забезпечення під свої платформи.

## Прикладні програмні інтерфейси та авторські права
У 2010 році Oracle подала до суду на Google, за поширення нової версії Java, вбудованої у нову версію ОС Android без дозволу на використання JavaAPI, хоча аналогічний договір був наданий на використання проєкту OpenJDK. Суддя виніс рішення у справі Oracle проти Google, про те, що даний програмний інтерфейс не може бути захищеним авторськими правами у США.